# Petra Sovová
Petra Sovová (* 13. února 1972 Praha) je propagátorka přirozených porodů, zakladatelka Hnutí za aktivní mateřství.

## Život

### Vzdělání
Petra Sovová je absolventka gymnázia a celé řady vzdělávacích kurzů zaměřených na normální porod, kojení, rodičovství a ženská práva.

### Mateřství a Hnutí za aktivní mateřství
Je matkou sedmi dětí. První dvě porodila ve státním zařízení, další děti rodila v domácím prostředí. Velmi ji ovlivnilo setkání se systémem porodní péče a porodními asistentkami v Nizozemí v roce 1997. Osobní zkušenosti ji motivovala v roce 1999 k založení občanského sdružení Hnutí za aktivní mateřství (H.A.M.), jehož prostřednictvím se snaží o pozitivní přístup českých porodnic k ženám a zároveň učí ženy brát zodpovědnost za svůj život i za život svého dítěte. S dalšími členkami H.A.M. organizovala a vedla pravidelné videoprojekce a diskuze o přirozeném porodu a aktivní roli rodičů při něm.

#### Festival o těhotenství, porodu a rodičovství
Od roku 2006 působila dvanáct let coby ředitelka Festivalu o těhotenství, porodu a rodičovství, který pořádá H.A.M. v rámci Světového týdne respektu k porodu.

#### Zdravé dospívání
Je členkou lektorského týmu H.A.M. Zdravé dospívání, témata sexuální výchovy přednáší na základních a středních školách.

#### Rada Vlády pro rovnost žen a mužů
Od roku 2020 je členkou pracovní skupiny pro porodnictví při Radě vlády pro rovnost žen a mužů.

### Aktivity
Vedle aktivního rodičovství pracuje příležitostně jako dula, laktační konzultantka, manažerka, chovatelka, pěstitelka, lektorka a podnikatelka. Pořádá a vede víkendová setkání pro mámy a dcery a mámy a syny Od dívky k ženě a Od chlapce k muži.
Příležitostně spolupracuje s dalšími občanskými sdruženími, jako např. Pražské matky, Asociace pro domácí vzdělávání, Agentura GAIA.